# 10131 Stånga
10131 Stånga är en asteroid i huvudbältet som upptäcktes den 21 mars 1993 i samband med det svenska projektet UESAC. Den fick den preliminära beteckningen 1993 FP73 och  namngavs senare efter Stånga, en tätort i Gotlands kommun i Gotlands län, belägen cirka 50 km söder om centralorten Visby.
Den tillhör asteroidgruppen Flora.
Stångas senaste periheliepassage skedde den 23 september 2022.